# أرش كوربيت
أرش كوربيت (بالإنجليزية: Arch Corbett)‏ هو لاعب كرة قدم أسترالية وطبيب أسترالي، ولد في 18 أغسطس 1883 في فيتزوري ‏ في أستراليا، وتوفي في 25 يونيو 1920 في تولون في فرنسا.

## وصلات خارجية
- أرش كوربيت على موقع AustralianFootball.com (الإنجليزية)
- أرش كوربيت على موقع AFLtables.com (الإنجليزية)